# Sell-out (marketing)
Sell-out é um termo utilizado em marketing - muitas vezes especificamente no marketing promocional - ou também utilizado em finanças, que se refere à venda de um determinado produto pela rede de distribuidores de uma indústria diretamente a um consumidor, sendo este um membro do segundo ou do terceiro setor. Em outras palavras são as vendas direta ao consumidor.
É associado, também, no mesmo ramo, a um relatório de vendas periódico, seja este semanal, mensal ou anual.